# دودمان پرادیوتا

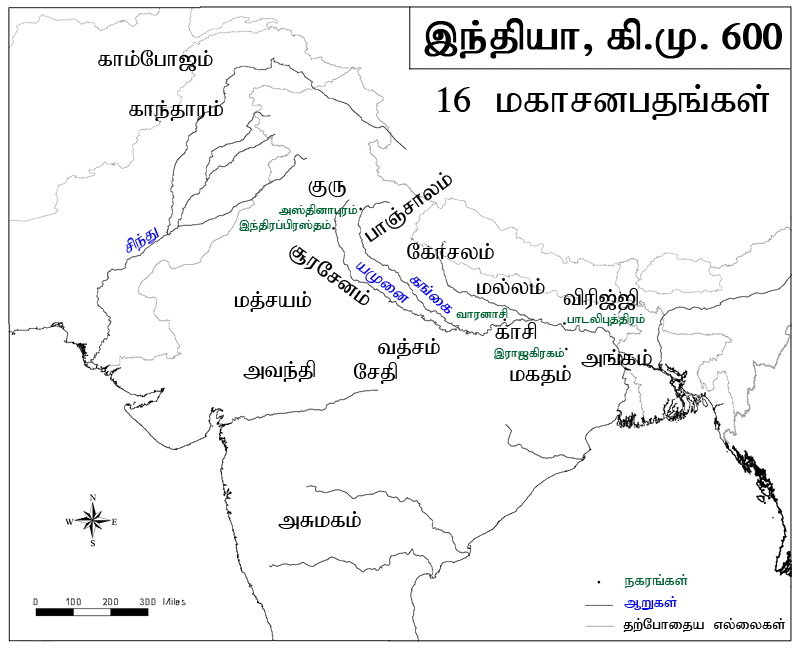
موقعیت هند باستان در شش قرن قبل از میلاد مسیح

دودمان پرادیوتا یکی از سلسله‌های باستانی هند است که در ایالت امروزی مادایا پرادش وجود داشت. بخش زیادی از متون پوراناها این موضوع را تایید می‌کنند که این دودمان جانشین خاندان بارهادراتا در ماگادها گردید. با توجه به متون وایو پورانا، حاکمان ناحیه آوانتی با تصرف پادشاهی ماگادها به مدت ۱۳۸ سال از ۷۹۹ تا ۶۸۴ قبل از میلاد بر آن فرمان راندند. این اقدام منجر به تأسیس سلسله پرادیوتا گشت. پالاکا، پسر یکی از شاهان پرادیوتا، کوشامبی را تسخیر نمود و پادشاهی خویش را نیرومند گرداند.
با توجه به هردو متون بودایی و جین، به تدریج فساد و جنایت در داخل سرزمین پرادیوتا رواج یافت و در آخر منجر به شورش مردمی در ماگادها علیه سلطه پرادیوتا شد. با پایان طغیان مردمی و سقوط دودمان پرادیوتا، فردی به نام هاریانکا در ۶۸۴ قبل از میلاد به عنوان شاه برگزیده شد و سلسله هاریانکا را تأسیس کرد.
با این حال که حکومت شاهان پرادیوتا در ماگادها برچیده شد، این دودمان تا ۴۱۳ قبل از میلاد به حکومت خود در آوانتی ادامه دادند، تا این که در همان سال توسط شیشوناگا، مؤسس دودمان شیشوناگا که سلسله هاریانکا را نیز از میان برده بود، نابود شدند.

## شاهان دودمان پرادیوتا
- پرادیوتا ماهاسنا
- پالاکا
- ویساخایوپا
- آریاکا
- ناندیوارزانا